# Alia Trabucco Zerán
Alia Trabucco Zerán, née à Santiago le 26 aout 1983, est une écrivaine et avocate italo-chilienne
Son premier roman La Soustraction (titre original La resta) est arrivé en tête de la liste des dix meilleurs premiers romans rédigés en 2015 publiée par le journal El País. Elle a depuis publié l'essai Assassines (Las Homicidas, 2019, Lumen), lauréat du British Academy Award for Global Understanding en 2022.
Son roman Propre (Limpia, 2022, Lumen) est récompensé du prix Femina étranger 2024.

## Biographie
Alia Trabucco Zerán est la fille du cinéaste Sergio Trabucco (es) et de la journaliste d’origine arabe Faride Zerán (es), ancienne présidente du Consejo Nacional de Televisión de Chile.
Alia Trabucco Zerán étudie à l'Université du Chili, où elle obtient son diplôme d'avocat en 2008. Elle est également titulaire d'un master en écriture créative de l'Université de New York et d'un doctorat en études latino-américaines de l'University College de Londres. Pendant ses années d'étudiante, elle a dirigé la revue culturelle Talión. Elle a travaillé au Centre des droits humains de la faculté de droit et a effectué un stage au Bureau des droits humains de la Société d'assistance judiciaire.
Avant de se consacrer pleinement à la littérature, Alia Trabucco Zerán a travaillé sur diverses enquêtes en rapport avec les droits humains ou la diversité sexuelle. Elle a été coauteure, avec Paula Ettelbrick, de l'ouvrage The Impact of the Yogyakarta Principles on International Human Rights Law Development et éditrice du livre Derechos humanos hoy. Balance internacional publié en 2008 par le Centre pour les droits humains de l'Université du Chili. Par la suite, en tant qu'écrivaine, elle a continué à développer cet intérêt pour les droits humains et le féminisme dans des essais tels que « Imaginez. Un essai sur le féminisme et le langage » (2018) ou Contre le droit, sur le processus constituant chilien (2020).
Après son stage, Alia Trabucco reçoit une bourse Fulbright pour poursuivre une maîtrise en écriture créative à l'Université de New York. Après avoir obtenu son master, elle reçoit une bourse du gouvernement chilien à Londres, par l'intermédiaire de la Commission nationale pour la recherche scientifique et technologique, pour poursuivre un doctorat en littérature latino-américaine à l'University College de Londres.

## Œuvre
Auteure d'histoires parues dans diverses anthologies au Chili et à l'étranger, Alia Trabucco a fait ses débuts de romancière avec La Soustraction (La resta(, un livre qui a remporté, encore inédit, le prix des meilleures œuvres littéraires 2014, décerné par le Conseil du livre et de la lecture du pays. Publié d'abord en Espagne, aux éditions Demipage, Madrid, 2015, il est ensuite sorti, la même année, chez Tajamar, Santiago, puis, en 2018, il est traduit en anglais sous le titre The Remainder par Sophie Hughes grâce à sa bourse PEN/Heim et à son statut de finaliste pour le Man Booker International Prize 2019. Il a ensuite été traduit en français, italien, portugais, turc, allemand et arabe.
Trabucco revendique une forte influence de la tradition chilienne, notamment d'auteurs comme María Luisa Bombal, Carlos Droguett (en) ou Vicente Huidobro, et parmi les écrivains étrangers celles de Herta Müller et William Faulkner.
En 2019, elle publie l'essai Assassines (Las homicidas), un livre qui traite de cas emblématiques de femmes meurtrières (parmi ses protagonistes figurent María Teresa Alfaro, qui a tué les trois enfants de ses employeurs avec des bouteilles empoisonnées ; Rosa Faúndez qui a démembré son mari ; María Carolina Geel (es), écrivaine qui, dans l'ancien hôtel Crillón (en), a tué avec une arme à feu son ex-compagne, et Corina Rojas, qui avait engagé un tueur à gage pour éliminer son mari et fut la première femme condamnée à mort au Chili, avant d'être graciée),,.
Au sein du label Brutas Editoras, elle a dirigé de 2013 à 2017 la collection Lenguas Cruzadas qui publiait des éditions bilingues en anglais et espagnol de romans courts.

### Propre
Publié en 2022 par la maison d'édition Lumen, Propre (Limpia) raconte l'histoire d'Estela, qui « quitte sa mère dans le sud pour aller travailler dans une pension de famille à Santiago et y reste pendant les sept années suivantes, nettoyant et élevant une fille en proie à l'anxiété et dont nous apprenons la mort au début du roman ».

## Publications
- 2015 : La Resta. Madrid, Demipage La Soustraction, traduit par Alexandra Carrasco, Arles/Paris, Actes Sud, 2019  (ISBN 9782330144364)[12]
- 2019 : Las Homicidas, Santiago, Lumen Assassines, traduit par Anne Plantagenet, Paris, Éditions Robert Laffont, 2025, 288 p.  (ISBN 978-2-221-26688-5)
- 2022 : Limpia, Santiago, Lumen Propre, traduit par Anne Plantagenet, Paris, Éditions Robert Laffont, 2024, 272 p.  (ISBN 978-2-22126-687-8).

## Prix
- 2014 : Prix de la meilleure œuvre littéraire 2014, catégorie roman inédit, pour La resta (Conseil du livre et de la lecture)[6]
- 2015 : Sélectionné par El País parmi les dix meilleurs premiers romanciers[13]
- 2015 : La soustraction sélectionnée parmi les 10 meilleurs livres de 2015 dans l'enquête réalisée par La Tercera[14]
- 2017 : Subventions du Fonds de traduction PEN/Heim7
- Bourse de dotation Alan Macdonald pour promouvoir The Remainder
- 2019 : Finaliste du Man Booker International Prize pour le roman The Remainder
- 2021 : Prix du Conseil National du Livre et de la Lecture, pour le roman Limpia, dans la catégorie œuvres inédites[15]
- 2022 : Prix Anna-Seghers[16]
- 2022 : Prix du livre de la British Academy pour la compréhension culturelle mondiale
- 2024 : Prix Femina étranger pour Propre[17]